# Internazionali Femminili di Palermo
Gli Internazionali Femminili di Palermo sono un torneo femminile di tennis che si gioca a Palermo dal 1988 sui campi in terra rossa del Country Time Club.

## Storia
Fondato nel 1988, questo evento del WTA Tour ha fatto parte della categoria Tier IV e si gioca sulla terra rossa.
È stato retrocesso nella categoria Tier V nel 2001, ma nel 2005 è ritornato nella Tier IV. Dal WTA Tour 2009 con la riforma delle categorie dei tornei è stato ammesso tra i Tornei WTA International che rimpiazza i vecchi Tier III e Tier IV.
A fine settembre 2013 l'assemblea soci del Country Club di Palermo non ha accettato l'offerta della FIT di prendere in consegna il torneo, mentre ha accettato l'offerta organizzativa malese, pertanto dal 2014 al 2017 il torneo si è giocato a Kuala Lumpur, capitale della Malesia.
Il Country Time Club a luglio 2017 ha rescisso il contratto di affitto con la Malesia e la WTA ha deliberato il ritorno a Palermo dal 2019.
Il torneo è tornato con la 27ª edizione nel 2019, rimpiazzando il Jiangxi International Women's Tennis Open che è stato spostato nella data autunnale nel calendario come parte della China Open series. L'edizione 2020 è stata il primo torneo mondiale andato in scena dopo il lockdown. Nel 2025 il torneo vende la licenza WTA al Transylvania Open per 3 milioni di euro con la conseguenza di venire declassato alla categoria WTA 125.

## Albo d'oro

### Singolare
| Anno       | Categoria     | Campionessa                 | Finalista                  | Punteggio        |
| ---------- | ------------- | --------------------------- | -------------------------- | ---------------- |
| 1988       |               | Karin Kschwendt             | Marzia Grossi              | 4–6, 6–0, 6–1    |
| 1989       |               | Janine Thompson             | Laura Golarsa              | 6–2, 6–7, 6–4    |
| 1990       | Tier IV       | Isabel Cueto                | Barbara Paulus             | 6–2, 6–3         |
| 1991       | Tier IV       | Mary Pierce (1)             | Sandra Cecchini            | 6–0, 6–3         |
| 1992       | Tier IV       | Mary Pierce (2)             | Brenda Schultz             | 6–1, 6–7, 6–1    |
| 1993       | Tier IV       | Radka Bobková               | Mary Pierce                | 6–3, 6–2         |
| 1994       | Tier IV       | Irina Spîrlea (1)           | Brenda Schultz             | 6–4, 1–6, 7–6(5) |
| 1995       | Tier IV       | Irina Spîrlea (2)           | Sabine Hack                | 7–6, 6–2         |
| 1996       | Tier IV       | Barbara Schett              | Sabine Hack                | 6–3, 6–3         |
| 1997       | Tier IV       | Sandrine Testud             | Elena Makarova             | 7–5, 6–3         |
| 1998       | Tier IV       | Patty Schnyder              | Barbara Schett             | 6–1, 5–7, 6–2    |
| 1999       | Tier IV       | Anastasija Myskina          | Ángeles Montolio           | 3–6, 7–6(4), 6–2 |
| 2000       | Tier IV       | Henrieta Nagyová            | Pavlina Nola               | 6–3, 7–5         |
| 2001       | Tier V        | Anabel Medina Garrigues (1) | Cristina Torrens Valero    | 6–4, 6–4         |
| 2002       | Tier V        | Mariana Díaz Oliva          | Vera Zvonarëva             | 6(6)–7, 6–1, 6–3 |
| 2003       | Tier V        | Dinara Safina               | Katarina Srebotnik         | 6–3, 6–4         |
| 2004       | Tier V        | Anabel Medina Garrigues (2) | Flavia Pennetta            | 6–4, 6–4         |
| 2005       | Tier IV       | Anabel Medina Garrigues (3) | Klára Koukalová            | 6–4, 6–0         |
| 2006       | Tier IV       | Anabel Medina Garrigues (4) | Tathiana Garbin            | 6–4, 6–4         |
| 2007       | Tier IV       | Ágnes Szávay                | Martina Müller             | 6–0, 6–1         |
| 2008       | Tier IV       | Sara Errani (1)             | Marija Korytceva           | 6–2, 6–3         |
| 2009       | International | Flavia Pennetta             | Sara Errani                | 6–1, 6–2         |
| 2010       | International | Kaia Kanepi                 | Flavia Pennetta (2)        | 6–4, 6–3         |
| 2011       | International | Anabel Medina Garrigues (5) | Polona Hercog              | 6–3, 6–2         |
| 2012       | International | Sara Errani (2)             | Barbora Záhlavová-Strýcová | 6–1, 6–3         |
| 2013       | International | Roberta Vinci               | Sara Errani                | 6–3, 3–6, 6–3    |
| 2014– 2018 | Non disputato | Non disputato               | Non disputato              | Non disputato    |
| 2019       | International | Jil Teichmann               | Kiki Bertens               | 7–6(3), 6–2      |
| 2020       | International | Fiona Ferro                 | Anett Kontaveit            | 6–2, 7–5         |
| 2021       | WTA 250       | Danielle Collins            | Elena-Gabriela Ruse        | 6–4, 6–2         |
| 2022       | WTA 250       | Irina-Camelia Begu          | Lucia Bronzetti            | 6–2, 6–2         |
| 2023       | WTA 250       | Zheng Qinwen (1)            | Jasmine Paolini            | 6–4, 1–6, 6–1    |
| 2024       | WTA 250       | Zheng Qinwen (2)            | Karolína Muchová           | 6–4, 4–6, 6–2    |
| 2025       | WTA 125       | Francesca Jones             | Anouk Koevermans           | 6-3, 6-2         |

### Doppio
| Anno       | Categoria     | Campionesse                                            | Finaliste                                           | Punteggio           |
| ---------- | ------------- | ------------------------------------------------------ | --------------------------------------------------- | ------------------- |
| 1988       |               | Rosa Bielsa Janet Souto                                | Allison Cooper Mary Norwood                         | 6–3, 2–6, 7–5       |
| 1989       |               | Marzia Grossi Barbara Romanò                           | Kristine Kunce Rachel McQuillan                     | 6–3, 6–2            |
| 1990       | Tier IV       | Laura Garrone (1) Karin Kschwendt                      | Florencia Labat Barbara Romano                      | 6–2, 6–4            |
| 1991       | Tier IV       | Petra Langrová (1) Mary Pierce                         | Laura Garrone Mercedes Paz                          | 6–3, 6(5)–7, 6–3    |
| 1992       | Tier IV       | Halle Cioffi María José Gaidano                        | Petra Langrová Ana Segura                           | 6–3, 4–6, 6–3       |
| 1993       | Tier IV       | Karin Kschwendt Natalija Medvedjeva                    | Silvia Farina Elia Brenda Schultz                   | 6–4, 7–6            |
| 1994       | Tier IV       | Ruxandra Dragomir Laura Garrone (2)                    | Alice Canepa Giulia Casoni                          | 6–1, 6–0            |
| 1995       | Tier IV       | Radka Bobková Petra Langrová (2)                       | Petra Schwarz Katarína Studeníková                  | 6–4, 6–1            |
| 1996       | Tier IV       | Janette Husárová (1) Barbara Schett (1)                | Florencia Labat Barbara Rittner                     | 6–1, 6–2            |
| 1997       | Tier IV       | Silvia Farina Elia Barbara Schett (2)                  | Florencia Labat Mercedes Paz                        | 2–6, 6–1, 6–4       |
| 1998       | Tier IV       | Pavlina Nola Elena Wagner                              | Patty Schnyder Barbara Schett                       | 6–4, 6–2            |
| 1999       | Tier IV       | Tina Križan Katarina Srebotnik                         | Sonya Jeyaseelan Åsa Svensson                       | 4–6, 6–3, 6–0       |
| 2000       | Tier IV       | Silvia Farina Elia (2) Rita Grande                     | Ruxandra Dragomir Virginia Ruano Pascual            | 6–4, 0–6, 7–6(6)    |
| 2001       | Tier V        | Tathiana Garbin Janette Husárová (2)                   | María José Martínez Sánchez Anabel Medina Garrigues | 4–6, 6–2, 6–4       |
| 2002       | Tier V        | Evgenija Kulikovskaja Ekaterina Sysoeva                | Ljubomira Bačeva Angelika Roesch                    | 6–4, 6–3            |
| 2003       | Tier V        | Adriana Serra Zanetti Emily Stellato                   | María José Martínez Sánchez Arantxa Parra Santonja  | 6–4, 6–2            |
| 2004       | Tier V        | Anabel Medina Garrigues Arantxa Sánchez Vicario        | Ľubomíra Kurhajcová Henrieta Nagyová                | 6–3, 7–6(4)         |
| 2005       | Tier IV       | Giulia Casoni Marija Korytceva (1)                     | Klaudia Jans-Ignacik Alicja Rosolska                | 4–6, 6–3, 7–5       |
| 2006       | Tier IV       | Janette Husárová (3) Michaëlla Krajicek                | Alice Canepa Giulia Gabba                           | 6–0, 6–0            |
| 2007       | Tier IV       | Marija Korytceva (2) Dar'ja Kustova                    | Alice Canepa Karin Knapp                            | 6–4, 6–1            |
| 2008       | Tier IV       | Sara Errani (1) Nuria Llagostera Vives (1)             | Alla Kudrjavceva Anastasija Pavljučenkova           | 2–6, 7–6(1), [10–4] |
| 2009       | International | Nuria Llagostera Vives (2) María José Martínez Sánchez | Marija Korytceva Dar'ja Kustova                     | 6–1, 6–2            |
| 2010       | International | Alberta Brianti Sara Errani (2)                        | Jill Craybas Julia Görges                           | 6–4, 6–1            |
| 2011       | International | Sara Errani (3) Roberta Vinci                          | Andrea Hlaváčková Klára Zakopalová                  | 7–5, 6–1            |
| 2012       | International | Renata Voráčová (1) Barbora Záhlavová-Strýcová         | Darija Jurak Katalin Marosi                         | 7–6(5), 6–4         |
| 2013       | International | Kristina Mladenovic Katarzyna Piter                    | Karolína Plíšková Kristýna Plíšková                 | 6–1, 5–7, [10–8]    |
| 2014– 2018 | Non disputato | Non disputato                                          | Non disputato                                       | Non disputato       |
| 2019       | International | Cornelia Lister Renata Voráčová (2)                    | Ekaterine Gorgodze Arantxa Rus                      | 7–6(2), 6–2         |
| 2020       | International | Arantxa Rus Tamara Zidanšek                            | Elisabetta Cocciaretto Martina Trevisan             | 7–5, 7–5            |
| 2021       | WTA 250       | Erin Routliffe Kimberley Zimmermann (1)                | Natela Dzalamidze Kamilla Rachimova                 | 7–6(5), 4–6, [10–4] |
| 2022       | WTA 250       | Anna Bondár Kimberley Zimmermann (2)                   | Amina Anšba Panna Udvardy                           | 6–3, 6–2            |
| 2023       | WTA 250       | Jana Sizikova (1) Kimberley Zimmermann (3)             | Angelica Moratelli Camilla Rosatello                | 6–2, 6–4            |
| 2024       | WTA 250       | Aleksandra Panova Jana Sizikova (2)                    | Yvonne Cavallé Reimers Aurora Zantedeschi           | 4–6, 6–3, [10–5]    |
| 2025       | WTA 125       | Estelle Cascino Feng Shuo                              | Momoko Kobori Ayano Shimizu                         | 6-2, 6(2)-7, [10-7] |

## Record

### Singolare

#### Maggior numero di titoli in singolare
Di seguito le tenniste vincitrici di almeno due edizioni del torneo in singolare.
| Tennista                | Vittorie | Edizioni                     |
| ----------------------- | -------- | ---------------------------- |
| Anabel Medina Garrigues | 5        | 2001, 2004, 2005, 2006, 2011 |
| Mary Pierce             | 2        | 1991, 1992                   |
| Irina Spîrlea           | 2        | 1994, 1995                   |
| Zheng Qinwen            | 2        | 2023, 2024                   |

#### Vittorie per nazione
| Pos. | Nazione     | Titoli | Edizioni                     |
| ---- | ----------- | ------ | ---------------------------- |
| 1    | Spagna      | 5      | 2001, 2004, 2005, 2006, 2011 |
| 2    | Francia     | 4      | 1991, 1992, 1997, 2020       |
| 2    | Italia      | 4      | 2008, 2009, 2012, 2013       |
| 4    | Romania     | 3      | 1994, 1995, 2022             |
| 5    | Svizzera    | 2      | 1998, 2019                   |
| 5    | Russia      | 2      | 1999, 2003                   |
| 5    | Cina        | 2      | 2023, 2024                   |
| 8    | Rep. Ceca   | 1      | 1993                         |
| 8    | Austria     | 1      | 1996                         |
| 8    | Lussemburgo | 1      | 1988                         |
| 8    | Australia   | 1      | 1989                         |
| 8    | Germania    | 1      | 1990                         |
| 8    | Slovacchia  | 1      | 2000                         |
| 8    | Argentina   | 1      | 2002                         |
| 8    | Ungheria    | 1      | 2007                         |
| 8    | Estonia     | 1      | 2010                         |
| 8    | Stati Uniti | 1      | 2021                         |
| 8    | Regno Unito | 1      | 2025                         |